# Santuario della Madonna della Guardia (Messina)
Il santuario della Madonna della Guardia, in cui opera la congregazione religiosa delle Figlie del Divino Zelo, si trova in località Curcuraci (Contrada Gubbiotti), nel comune di Messina.
È un centro di spiritualità dei rogazionisti fondato nel 1920 da sant'Annibale Maria Di Francia. L'inaugurazione avvenne il 24 giugno 1923.

## Storia
Nel 1920 sant'Annibale Maria Di Francia comprò un fondo rustico vicino al torrente Guardia, per ripristinare il culto alla Madonna della Guardia costruendoci il santuario il 24 giugno 1923. Il 25 aprile 1924 commissionò una statua dedicata alla Madonna che fu portata processionalmente lungo il torrente. In questa chiesa sant'Annibale Maria Di Francia passò i suoi ultimi 22 giorni di vita, qui ebbe, inoltre, una visione di Maria Bambina la sera del 31 maggio 1927.

## La "Casetta del Padre"
Accanto al santuario viene custodita la "Casetta del Padre", cioè il luogo dove sant'Annibale Maria Di Francia trascorse i suoi ultimi 22 giorni di vita.

## La Casa del Pellegrino
La Casa del Pellegrino sorge adiacente al santuario, ed è un luogo che offre accoglienza a singole persone e a gruppi, per trascorrere momenti di fraternità e di preghiera.